# Giuseppe Zucconi
Pour les articles homonymes, voir Zucconi.
Giuseppe Zucconi (1721 à Venise en Italie - 13 décembre 1754 ) était un poète et un bibliographe italien.

## Biographie
Giuseppe Zucconi naquit d'une famille de bourgeoisie.
Il annonça de bonne heure un goût très vif pour les lettres. Ayant embrassé la vie religieuse dans l'ordre des Frères mineurs conventuels, il étudia la philosophie et la théologie, mais sans renoncer à la littérature. Quelques essais dans le genre des anciens poètes toscans, dont il faisait sa lecture habituelle, appelèrent bientôt sur lui l'attention des amateurs.
Il réussissait surtout dans les sujets plaisants, et il possédait l'art d'exciter le rire sans s'écarter des convenances que lui prescrivait son état. L'étendue et la variété des connaissances du Père Zucconi le firent choisir pour la place de censeur, qu'il remplit avec beaucoup de fermeté, refusant courageusement son approbation aux ouvrages qui lui paraissaient indignes de l'estime publique.
Chargé de rédiger le catalogue de la Bibliothèque antonienne, à Padoue, il en décrivit d'abord les manuscrits, au nombre de six cents, et mit dans ce travail tant de soins et d'exactitude qu'on le cite comme un modèle en ce genre. Il s'occupait de classer les livres imprimés quand une mort prématurée l'enleva, le 13 décembre 1754 à l'âge de 33 ans.
Le P. Zucconi possédait une collection de livres choisis, que lui-même avait formée et qu'il se proposait de léguer à son couvent de Venise. L'Académie des Ricovrati de Padoue se l'était associé. C'est à lui qu'on doit la publication, dans les Memorie letterarie del Valvasense, de deux discours latins d'Andrea Zuliani, gentilhomme vénitien, découverts dans la bibliothèque del Santo. Il a laissé manuscrits des Rime piacevoli ; deux Capitoli, l'un à la louange de la paresse, l'autre à celle de la folie ; l' Arrosto, dithyrambe, et des Rime varie. Gaetano Volpi, son ami le plus intime, possédait une copie des ouvrages qu'on vient de citer, in-folio, orné du portrait de l'auteur à la plume. Voyez la notice intéressante que Gaetana a publiée sur Zucconi, dans la Libreria de Volpi, p. 390.

## Source
« Giuseppe Zucconi », dans Louis-Gabriel Michaud, Biographie universelle ancienne et moderne : histoire par ordre alphabétique de la vie publique et privée de tous les hommes avec la collaboration de plus de 300 savants et littérateurs français ou étrangers, 2e édition, 1843-1865 [détail de l’édition]